# Lachnophyllum
Lachnophyllum là một chi thực vật có hoa trong họ Cúc (Asteraceae).

## Loài
Chi Lachnophyllum gồm các loài: